# Galten, Danmark
Galten är en tätort 20 km väster om Århus i Danmark. Den ligger i Skanderborgs kommun i Region Mittjylland. Tätorten består dels av själva Galten i väster, dels av den före detta tätorten Skovby i öster. Galten var huvudort i Galtens kommun fram till kommunreformen 2007.